# Saitual
Saitual é uma vila no distrito de Aizawl, no estado indiano de Mizoram.

## Demografia
Segundo o censo de 2001, Saitual tinha uma população de 10,243 habitantes. Os indivíduos do sexo masculino constituem 50% da população e os do sexo feminino 50%. Saitual tem uma taxa de literacia de 83%, superior à média nacional de 59.5%: a literacia no sexo masculino é de 84% e no sexo feminino é de 82%. Em Saitual, 14% da população está abaixo dos 6 anos de idade.